# Joaquín Maurín
Pour les articles homonymes, voir Maurin.
Joaquín Maurín, Joaquim Maurín i Julià (ou Joaquim Maurín), né en 1896 à Bonansa (Ribagorce, Aragon, Espagne) et mort en 1973 à New York, est un militant et homme politique marxiste espagnol.

## Biographie
Joaquín Maurín milite d'abord comme syndicaliste au sein de la Confédération nationale du travail (CNT). En 1921, il est délégué au congrès de l'Internationale syndicale rouge. Il est élu secrétaire général de la CNT en octobre 1921, mais il abandonne ce poste en février 1922 en raison d'une arrestation liée à son activité politique.
En décembre 1922, Maurín crée l'hebdomadaire La Batalla. Il adhère en 1924 au Parti communiste d'Espagne, et dirige la Fédération Communiste de Catalogne et des Baléares (FCCB). Il est de nouveau arrêté pour son activité politique en 1925 et reste deux ans en détention. Il s'oppose à la montée du stalinisme, devient communiste dissident et se rapproche de l'Opposition communiste internationale. À la même époque, il épouse Jeanne Lifschitz, sœur du communiste anti-stalinien Boris Souvarine.
En 1930, la FCCB se sépare du PCE et Joaquín Maurín va être le principal dirigeant du Bloc ouvrier et paysan (BOC : Bloque Obrero y Campesino) créé en 1931, puis, à partir de 1935, du Parti ouvrier d'unification marxiste (POUM), formé par la fusion du Bloc ouvrier et paysan et de la Gauche communiste d'Espagne, parti d'Andreu Nin.
À partir de 1934, il affirme la nécessité d'un Front populaire. Élu député du POUM en février 1936, il est arrêté par les franquistes en juillet, dès le début de la Guerre d'Espagne. Il reste détenu dix ans par la dictature franquiste, puis s'exile aux États-Unis en décembre 1946.